# Нууде, Рудольф Александрович
Ру́дольф Ну́уде (25 июня 1909, Гдов — 2 сентября 1980, Таллин) — эстонский советский актёр театра и кино. Заслуженный артист Эстонской ССР (1957).

## Биография
Родился в 1909 году в городе Гдов (Санкт-Петербургская губерния).
В 1931—1937 годах — актёр театра «Выйтлея» в Нарве.
В 1938—1940 годах окончил театральную студию Таллинского рабочего театра, где играл до 1942 года.
В 1942—1949 годах — актёр театра «Эстония» в Таллине.
В дальнейшем на протяжении 20-ти лет — в 1949—1968 годах — актёр Эстонского государственного академического театра драмы им. В. Кингисеппа.

Творчеству Hууде доступны буффонада и глубокая трагедийность, героика и сатира, заразительный юмор и лирическое раздумье.— Театральная энциклопедия
Умер в 1980 году в Таллине.

## Фильмография
- 1947 — Жизнь в цитадели — Антс Куслап, майор Советской армии
- 1951 — Свет в Коорди / Valgus Koordis — Каарел Маасалу
- 1955 — Счастье Андруса / Andruse õnn — Раннап
- 1955 — Яхты в море / Jahid merel — Бобров
- 1957 — Июньские дни / Juunikuu päevad — Прантс
- 1957 — Под золотым орлом — Ганс
- 1959 — Незваные гости / Kutsumata külalised — Андрес, брат Вальтера
- 1959 — Озорные повороты / Vallatud kurvid — тренер
- 1960 — Актёр Йоллер / Näitleja Joller — Йоханнес
- 1960 — Семья Мяннард / Perekond Männard — Карл Нейдер
- 1962 — Ледоход / Jääminek — Арво
- 1962 — Под одной крышей / Ühe katuse all — Яагуп
- 1963 — Оглянись в пути / Jäljed — Ронк
- 1964 — Жаворонок — отец немецкого однорукого солдата
- 1965 — Им было восемнадцать / Me olime 18 aastased — полицейский